# Ischnocodia
Ischnocodia là một chi bọ cánh cứng trong họ Chrysomelidae.
Chi này được miêu tả khoa học năm 1942 bởi Spaeth.

## Các loài
Các loài trong chi này gồm:
- Ischnocodia annulus (Fabricius, 1781)
- Ischnocodia flavofasciata Borowiec, 1995